# Ковальский, Александр Марианович
Алекса́ндр Мариа́нович Кова́льский (8 [20] апреля 1858, Казань — 23 июня [6 июля] 1902, Санкт-Петербург) — русский астроном. 

## Биография
Сын директора обсерватории Казанского университета М. А. Ковальского родился 8 (20) апреля 1858 года в Казани. 
Учился в 1-й Казанской гимназии и на физико-математическом факультете Казанского университета. В 1880 году, после окончания университета был оставлен в нём сверхштатным ассистентом. С 1882 года работал ассистентом, а с 1889 года — астрономом-наблюдателем Казанской обсерватории, проводил наблюдения за малыми планетами.
В 1894 году, по приглашению Бредихина, начал работать в Пулковской обсерватории: сначала — адъюнкт-астрономом, с 1897 года — старшим астрономом. 
Обширный ряд его наблюдений пассажным инструментом прямых восхождений пулковских «фундаментальных» и «главных» звёзд вышел в свет в 1912 году. Другие его труды: «Rectascensionen der Pulkowaer Hauptsterne aus d. Cataloguer 1845, 1865 und 1885 abgeleitet» (1902) и «Наблюдения пассажным инструментом в первом вертикале» (Казань, 1893). 
Утонул 23 июня 1902 года в Финском заливе во время купания. Похоронен на Пулковском кладбище.